# Дворянская грамота

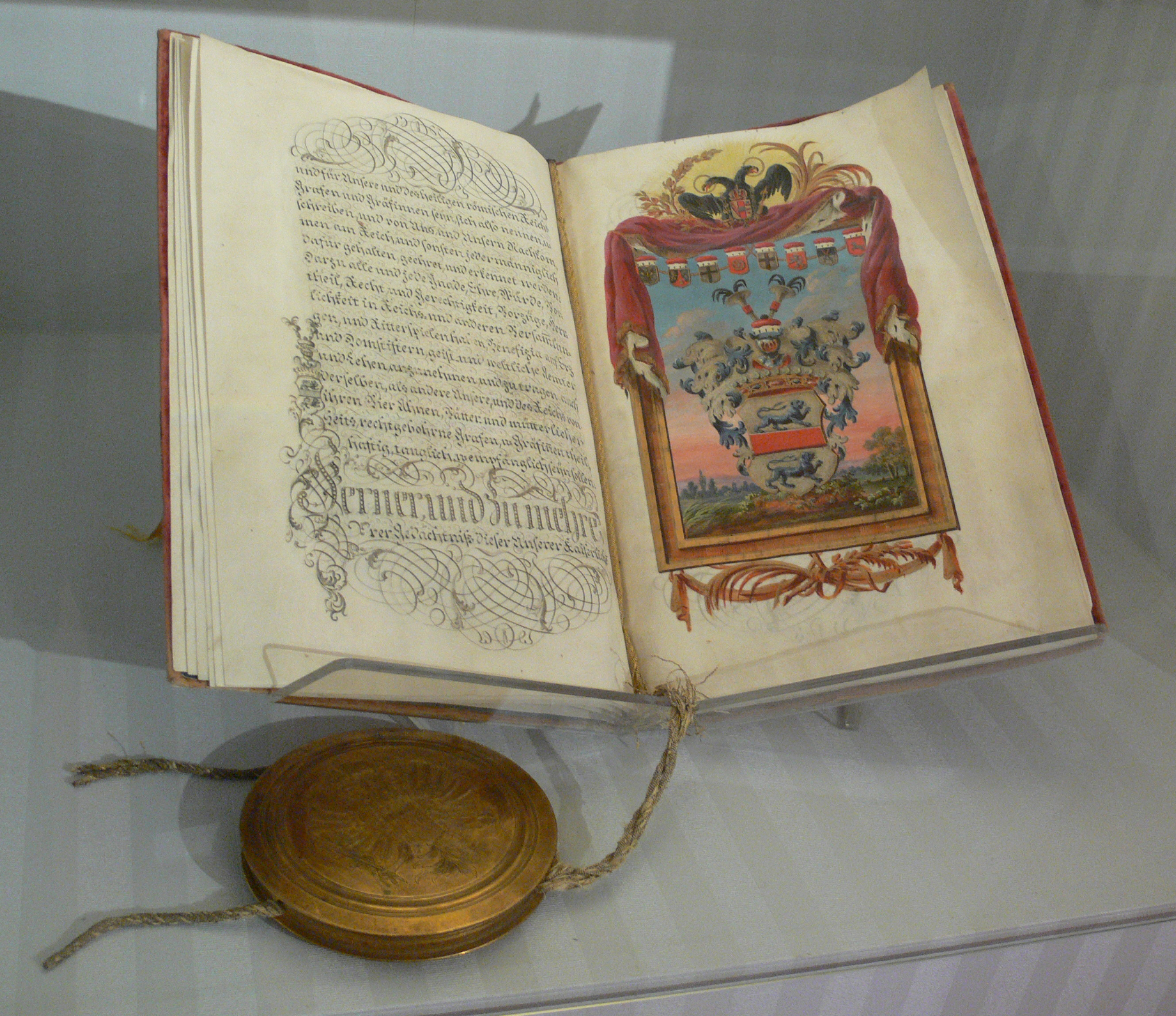
Грамота императора Священной Римской империи Леопольда II о пожаловании баронского титула Антону Шенку фон Штауффенбергу, 1785

Дворянская грамота (нем. Adelsbrief, Adelsdiplom) — документ, свидетельствующий о пожаловании наследственного дворянского титула в практике германских государств (прежде всего — Священной Римской империи).
Традиционно выполнялись на пергаменте готическим шрифтом, подписывались сувереном собственноручно и заверялись его собственной печатью.
Первые дворянские грамоты относятся к эпохе императора Карла IV . Древнейшая известная дворянская грамота жалована схоластику церкви Святого Стефана в Майнце Викеру Фрошу 30 сентября 1360 года. После ликвидации монархии в Германии и Австрии в 1918 году новые дворянские грамоты не выдавались.
Возведение в дворянское достоинство обычно было связано с издержками — пошлинами в пользу канцелярии суверена.